# Gymnosoma desertorum
Gymnosoma desertorum là một loài ruồi trong họ Tachinidae.